# Estadio José Rafael "Fello" Meza
El estadio José Rafael "Fello" Meza Ivancovich es un estadio de fútbol ubicado en la ciudad de Cartago, Costa Rica. Es la sede oficial para los encuentros de local del Club Sport Cartaginés. Está ubicado entre avenida 12 y 14, calles 3 y 5, de dicha ciudad.
El Fello Meza ha albergado 7 partidos de finales de campeonato nacional (1977 contra Saprissa, 1979 contra Herediano, 1987 contra Herediano, 1993 contra Herediano, 1996 contra Alajuelense, 2013 contra Herediano y 2022 contra Alajuelense). 
Es el estadio de fútbol activo más antiguo del país, tanto Alajuelense, Herediano y Saprissa lo han utilizado en algún momento como cancha alterna. Así como la selección Nacional. El estadio fue sede de la final de la Copa Interamericana entre el Cartaginés y el Vélez Sarsfield de Argentina (1996).

## Capacidad

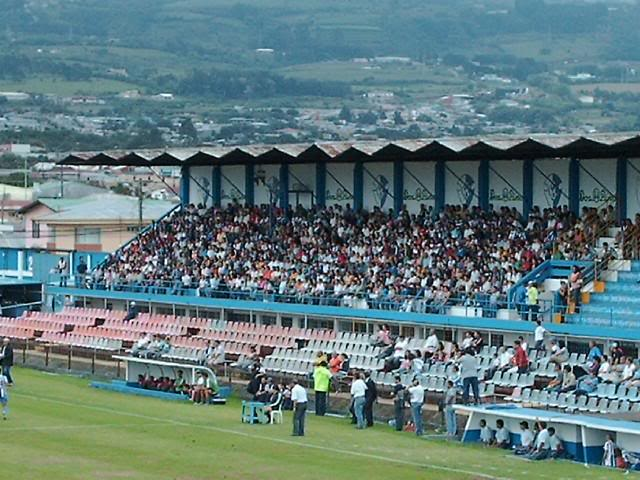
Sector de Sombra y Plateas

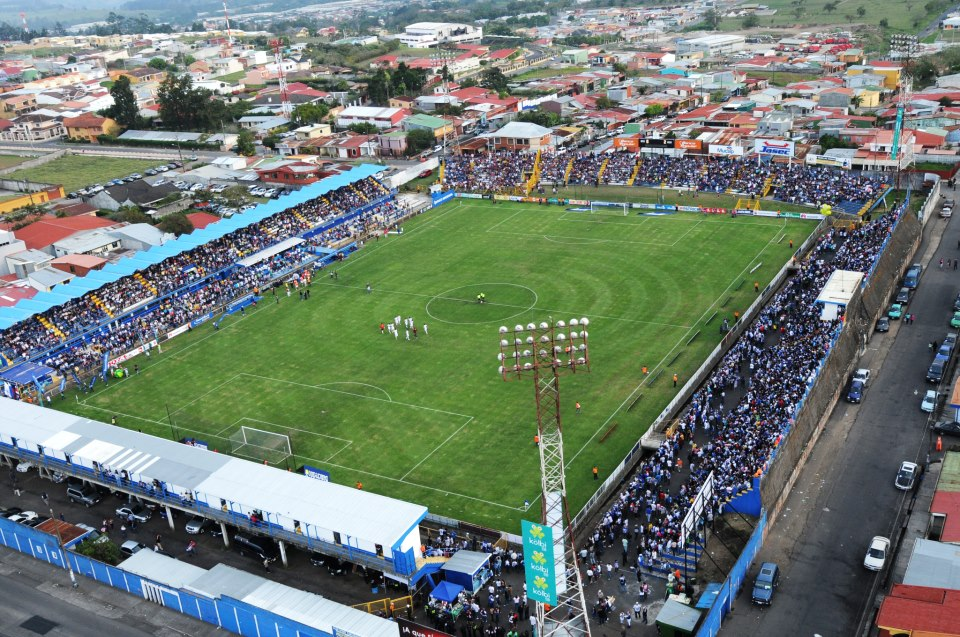
Estadio Lleno

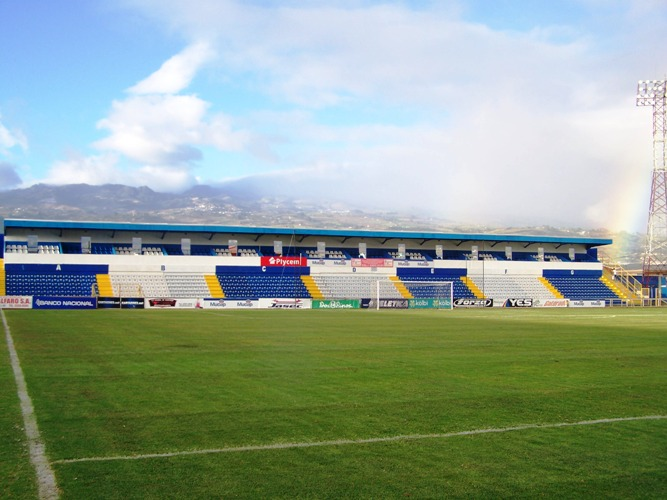
Palcos

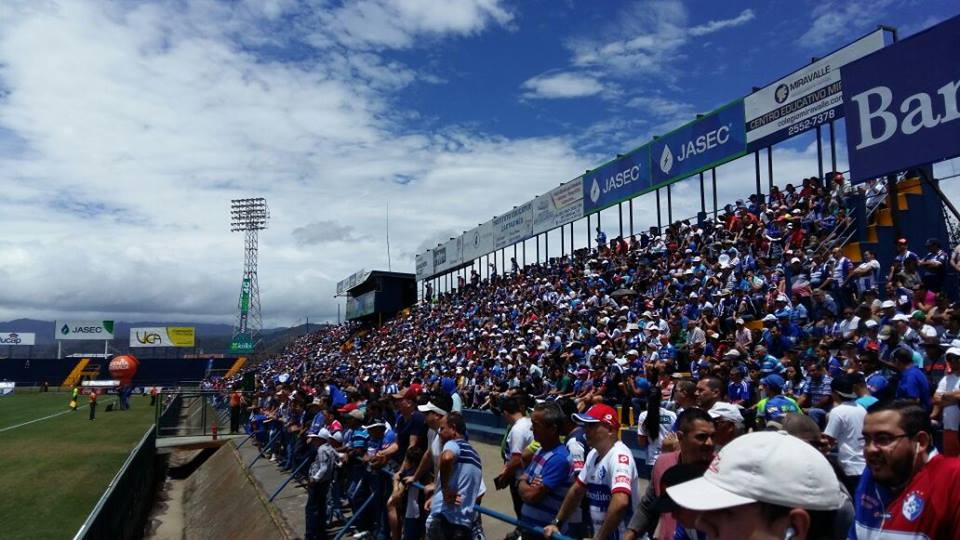
Gradería Oeste

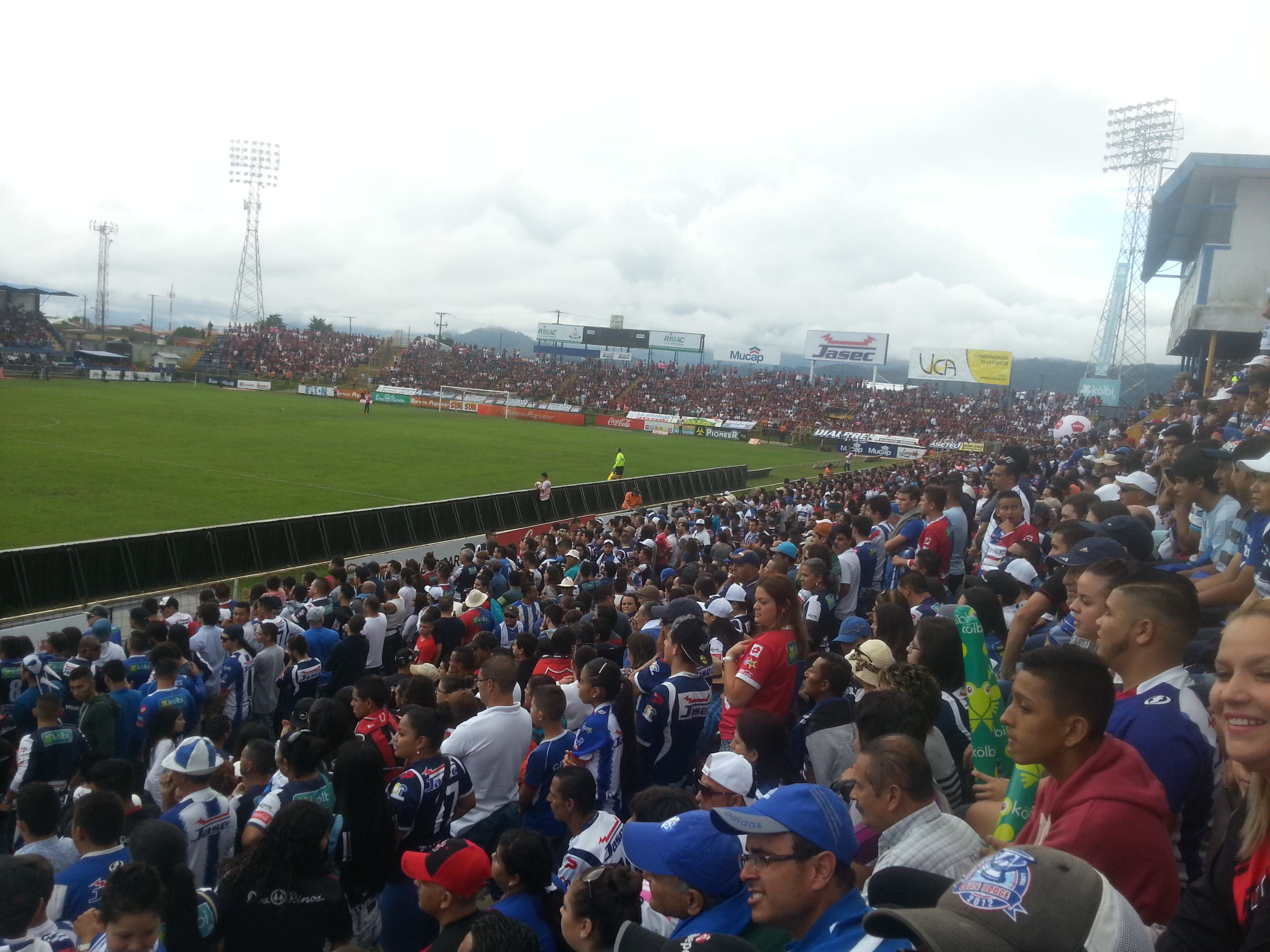
Sectores Populares

Con respecto a su capacidad real, existe discrepancia entre su capacidad y la cantidad de aficionados que puede albergar el estadio. Como referencia de la comisión nacional de emergencias, el Plan General de Coordinación de los Juegos Nacionales del 2008, el estadio cuenta con una capacidad autorizada de 12 500 espectadores sentados. Desde 1973 el estadio no cuenta con graderías nuevas o adicionales 
El récord de asistencia del que hay registros oficiales corresponde al partido final de ida del Torneo de 1979, Cartaginés contra Herediano del 17 de febrero de 1980, el cual fue de 19 137 espectadores. Para la final de 1987 la asistencia fue de 15 500 espectadores. El estadio fue concebido originalmente para ser estadio olímpico, similar al antiguo Estadio Nacional, por lo que sus graderías se encuentran bastante distanciadas de la cancha. Lo anterior  permite albergar gran cantidad de aficionados de  pie entre las graderías y la cancha (muchos aficionados acostumbran a ver los partidos de esa forma en los sectores populares). No está determinado la capacidad adicional de personas de pie, pero por lo variable de los récords históricos y falta de medidas de seguridad en el pasado, se estima que es de varios miles de aficionados más. 
El estadio fue re-inauguración cuando se nombró Estadio Rafael "Fello" Meza Ivancovich el 2 de agosto de 1973 con la inauguración de las graderías Prefabricadas del Sector Norte y Sur. 
Es el cuarto estadio en capacidad del país y el tercero de la Primera División, después del Estadio Nacional de Costa Rica con 35 000, el Estadio Ricardo Saprissa con 21 000 y el Estadio Alejandro Morera Soto con 17 000. Es uno de los 4 estadios del país que superan los 10 000 aficionados en Costa Rica, le sigue el Rosabal Cordero de Heredia con 7700 aficionados de capacidad.  
| Localidad                 | Capacidad según UNAFUT |
| ------------------------- | ---------------------- |
| Gradería Popular Oeste    | 3500                   |
| Gradería Norte y Palcos   | 2500                   |
| Gradería Sur              | 3000                   |
| Gradería Sombra y Plateas | 3500                   |
| TOTAL                     | 12 500                 |

## La Casa del Maestro "Fello" y el Ballet Azul
El estadio de Cartago, conocido por todos como el José Rafael “Fello” Meza,  el 14 de agosto de 2009, cumplió 60 años; luego de su apertura el 14 de agosto de 1949, cuando el conjunto de la vieja metrópoli enfrentó al Club Sport Herediano en un duelo que finalizó con marcador de 5 por 3 a favor de los locales. Anterior a la construcción del reducto blanquiazul, el Cartaginés disputaba sus encuentros oficiales en la Plaza Iglesias, ubicada al oeste del Colegio de San Luis Gonzaga, en donde levantó su último trofeo como campeón nacional en 1940.
La casa del Cartaginés ha visto 919 partidos y 2338 anotaciones (al 2009) a lo largo de sus seis décadas de fútbol. José Rafael “Fello” Meza fue el primer jugador en anotar un gol en el estadio que hoy en día lleva su nombre.